# Љиљана Љубишић
Љиљана Љубишић, позната по надимку Лило,  канадска је параолимпијска атлетичарка која се такмичи у бацању диска и бацању кугле. Освајачица је шест медаља на Параолимипијским играма.

## Биографија
Рођена је 17. децембра 1960. године у Београду. Погрешно дијагностикована дечја болест у 16. месецу проузроковала је да јој се вид полако погоршава све до 1990. године када је проглашена потпуно слепом. Школовање је наставила у Канади где је у 11. разреду подстакнута да се бави одбојком и осталим спортовима.
Почела је да тренира за параатлетику након Параолимпијских игара 1984. године, где је освојила сребро у голбалу. Четири године касније, узела је бронзу у бацању кугле у Сеулу. На Параолимпијским играма 1992. у Барселони освојила је злато у бацању диска и сребро у бацању кугле, а у истим категоријама освојила је две бронзе на играма у Атланти 1996. године.
Заједно са својим атлетским достигнућима, Лило је препозната по свом вођству и доприносу међународном свету спорта и Параолимпијском покрету. Добила је награде од удружења спортиста канадске репрезентације, канадског удружења за унапређење жена у спорту и физичкој активности. Такође је проглашена за једну од 20 најутицајнијих жена у спорту и уврштена је у топ 100 најмоћнијих жена у Канади 2007. године. Њено име је убачено у канадску параолимпијску кућу славних 2011. године.